# 트랜지스터

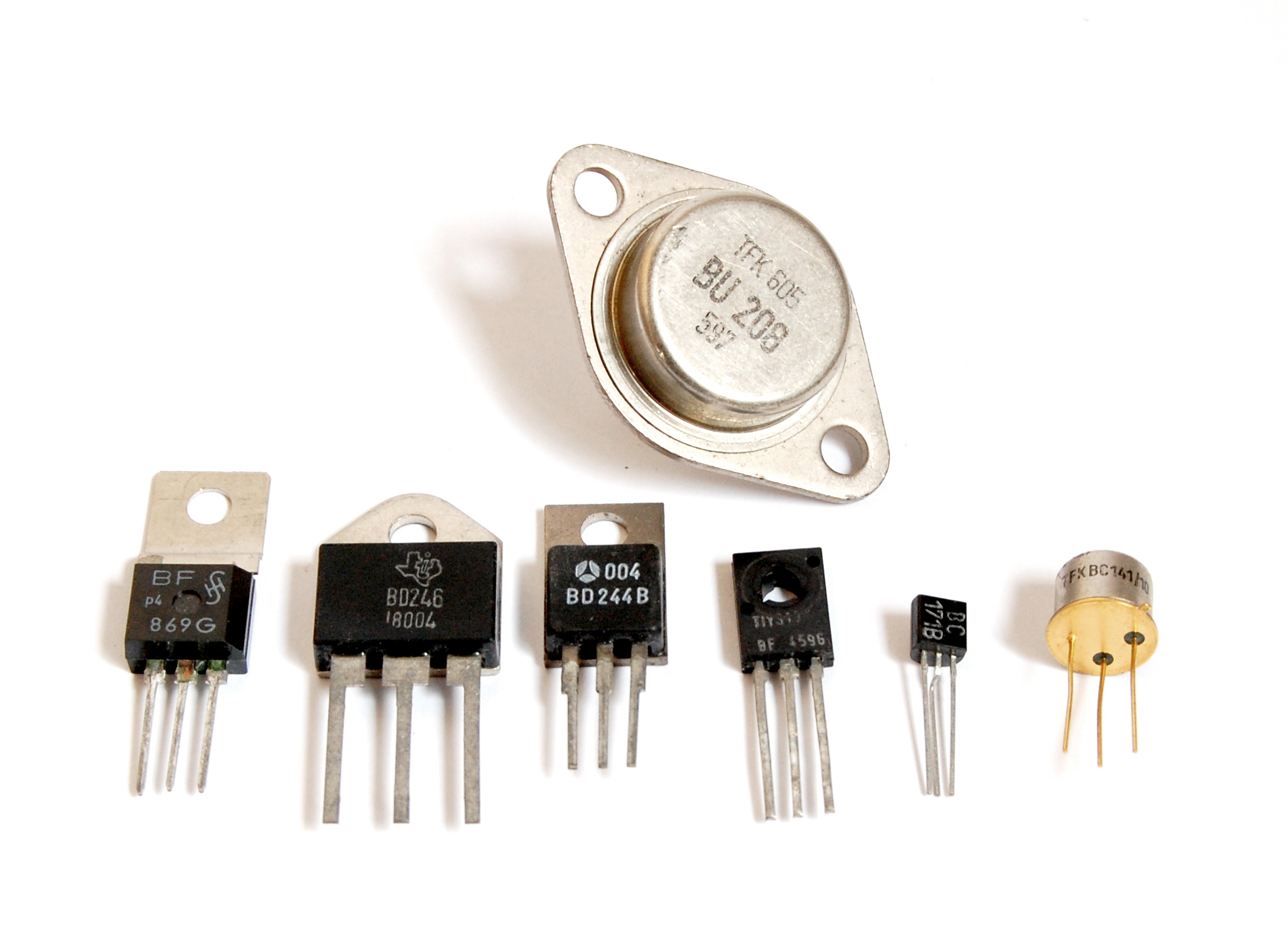
여러 종류의 트랜지스터

트랜지스터(영어: transistor)란 전류의 크기를 조절하는 장치로, 진공관을 대체하여 저마늄, 규소 등 반도체를 이용하여 전자 신호 및 전력을 증폭하거나 스위칭하는 데 사용되는 반도체 소자이다. 세 개 이상의 전극이 있다.
율리우스 에드거 릴리엔펠트(Julius Edgar Lilienfeld)가 1926년 장효과 트랜지스터에 대한 특허를 냈으나 당시 실제로 동작하는 장치를 구성하지는 못했다. 트랜지스터는 1947년 미국의 벨 연구소에서 월터 브래튼, 윌리엄 쇼클리, 존 바딘이 처음 만들었다. "변화하는 저항을 통한 신호 변환기(transfer of a signal through a varister 또는 transit resistor)"로부터 나온 조어이다.
트랜지스터는 현대 전자 기기를 구성하는 굉장히 흔한 기본 부품 중 하나이다. 1947년 미국 물리학자 존 바딘, 월터 브래튼, 윌리엄 쇼클리에 의해 트랜지스터가 개발된 후 트랜지스터는 전자공학의 대변혁을 일으켰다. 트랜지스터의 출현으로 인해 더 작고 값싼 라디오, 계산기, 컴퓨터 등이 개발되었다. 트랜지스터는 IEEE 마일스톤상 목록에 기재되어 있으며 트랜지스터 개발자는 1956년 노벨 물리학상을 수상했다.
트랜지스터는 크게 접합형 트랜지스터(Bipolar Junction Transistors:BJTs)와 전계효과 트랜지스터(Field Effect Transistors:FETs)로 구분된다. 트랜지스터는 보통 입력단, 공통단 그리고 출력단으로 구성되어 있다. 입력단과 공통단 사이에 전압 (FET) 또는 전류(BJT)를 인가하면 공통단과 출력단 사이의 전기전도도가 증가하게 되고 이를 통해 그들 사이의 전류흐름을 제어하게 된다. 아날로그, 디지털 회로에서 트랜지스터는 증폭기, 스위치, 논리회로, RAM 등을 구성하는 데 이용된다.

## 동작 원리

### 증폭 작용
증폭이란 전압이나 전류가 몇 배로 변환되는 것을 말한다. BJT든 FET든 전자적 측면에서 정해진 비율로 커지는 것을 증폭이라고 말할 수 있다.
비율과 동시에 생각할 것이 입력은 전압이냐 전류이냐를 생각할 필요가 있다. 입력이 전압으로 되느냐 전류로 되느냐를 결정하고, 출력 역시 전압으로 나타나느냐 전류로 나타 나느냐부터 결정한다.
- BJT : 베이스 전류 입력 - 콜렉터/이미터 전류 출력 {\displaystyle {i_{\text{c}}}=\beta {i_{\text{b}}}}
- FET : 게이트 전압 입력 - 드레인/소스 전류 출력 {\displaystyle {i_{\text{d}}}=g_{m}{v_{\text{g}}}}
- 연산 증폭기(op-amp) : 차등전압 입력 - 전압 출력 {\displaystyle {v_{\text{o}}}=-G(v_{{\text{b}}-}-v_{{\text{b}}+})}

입력이 전류라면 전압은 회로 따라 결정되면 되는데, 결국 전압의 변화가 전류를 유발하므로 같은 말이다. 그러나 중요한 것은 증폭도라는 것은 일차함수관계(선형시스템)라는 것이다. 즉, 입력이 전류라면 전류의 몇 배가 된다는 뜻이다. 만약 일차함수의 관계가 아니라면 간단한 회로에 신호의 왜곡이 온다. 예를 들어 사인파의 신호를 넣으면 같은 모양의 사인파가 나오지 않는다.
위와 같은 기준을 정하는 것은 결국 소자의 특징에서 나오는 것과 일반적으로 요구하는 증폭이라는 기준이 다르다는 것이다. 전자공학에서 증폭기를 설계할 때 입력이 전류인 것은 별로 문제가 되지 않는다. 대부분은 전압을 입력하여 전압으로 출력 한다. 전압으로 부호화 된 신호가 출력 역시 전압으로 된다. 즉, 전압의 크기가 결국 신호의 크기로 변환된다는 것이다. 그러나 BJT은 베이스의 입력 전류에 비례하여 출력 전류가 나온다. 이것은 결국 입력과 출력을 전압으로 변환 해야 한다.
또다른 문제는 입력 신호가 AC라는 것은 결국 전류의 흐름 방향이 양 방향으로 흐른다는 말이다. 그러나 (그림2)와 같은 BJT 증폭기는 전류 방향은 한쪽 방향이다. 입력 신호를 그대로 넣으면 음 전압을 처리할 수가 없다. FET 역시 마찬가지이다. 따라서 BJT와 FET에서 사용하는 방법은 DC 전압을 임의적으로 추가하는 것이다. 신호의 0V을 virtual ground 개념을 적용하여 특정 전압으로 올려 전류 방향이 한쪽으로 흐르더라도 가능하도록 설계 한다. 이 DC 전압을 동작점(바이어스, Q-point) 이라고 한다. 이와같은 조작을 biasing이라는 말로 표현 하기도 한다. R과 C을 이용한 회로가 추가 되어야 한다.
이와 같이 문제가 되는 음 전압을 고려하여 연산 증폭기에서는 전원을 음전원을 같이 사용한다. 0V을 AC의 입력 전압과 맞추어 동작점을 고려할 필요가 없다. 이렇게 음전압 전원을 하나더 추가 해야하는 부담을 수용하면 신호 처리하는 입장에서는 쉬워 진다. 단일 전원을 사용한다면 연산증폭기는 결국 virtual ground 도입하여 신호 AC에 DC을 추가하는 방법으로 해결 한다.

#### BJT증폭작용
BJT를 사용하여 증폭기를 만든다면 입력 전류 증폭을 사용해야 하므로 입력 전압을 넣으면 베이스에서 입력 전류로 바꾸어 입력 된다. 그렇게 되면 출력 전류가 저항을 통해 전압으로 표현 된다.
BJT에서 신호 표현 흐름:
```
  

  

    

      

        

          
v

          

            
i

            
n

          

        

      

    

    
{\displaystyle v_{in}}

  

 ---> 

  

    

      

        

          
i

          

            
b

          

        

      

    

    
{\displaystyle i_{b}}

  

 ---> 

  

    

      

        
β

        

          
i

          

            
b

          

        

      

    

    
{\displaystyle \beta i_{b}}

  

 = 

  

    

      

        

          
i

          

            
c

          

        

      

    

    
{\displaystyle i_{c}}

  

 ---> 

  

    

      

        

          
v

          

            
o

            
u

            
t

          

        

      

    

    
{\displaystyle v_{out}}

  

```

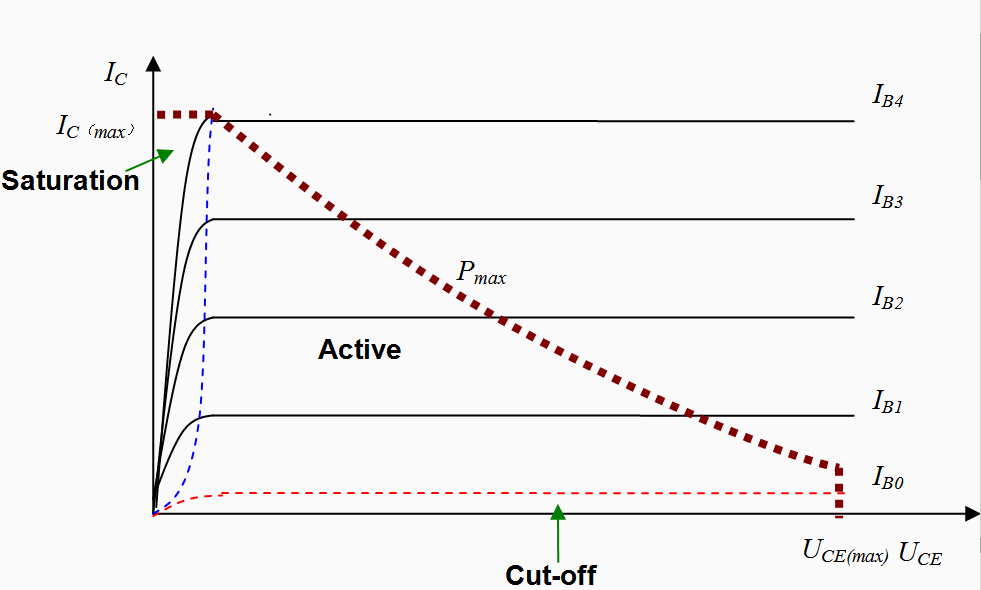
(그림 1) BJT, 그리고 관계.

증폭회로에서 일차함수의 관계를 갖는 것이 회로 구성이 편한데, BJT 경우는 일정 배율을 가지고 동작하는 것을 forward-active (또는 간단히 active) 모드(그림 1 참조)라고 한다. 이 모드는 입력전류에 대해 일정 비율로 출력 전류로 나타난다. BJT를 사용해서 증폭회로를 만들려면 이 모드를 사용해야 한다.
active모드에서 입력 전류의 몇 배가 출력 전류로 나타난다. 따라서 다음과 같은 수식으로 표현이 가능하다.
{\displaystyle {I_{\text{C}}}=\beta _{F}{I_{\text{B}}}}
입력 전류의 {\displaystyle \beta _{F}} 만큼 전류 증폭이 된다. 만약 출력 전압이 필요하면 저항등을 사용하여 출력 전류를 흘려 주면 오옴의 법칙에 따라 전압으로 변환 된다.

(그림 2) NPN common-emitter 간단회로 (자세한 biasing는 넣지 않음).

그림 2의 증폭 예에서 입력 전류 {\displaystyle I_{B}}는 입력 전압 {\displaystyle V_{in}}에 의해 결정된다. 그리고 콜렉터에 흐르는 전류 {\displaystyle I_{C}}는 저항 {\displaystyle R_{C}}에 의해 구문 분석 실패 (SVG (브라우저 플러그인을 통해 MathML 활성화 가능): "http://localhost:6011/ko.wikipedia.org/v1/" 서버에서 잘못된 응답 ('Math extension cannot connect to Restbase.'):): {\displaystyle V_{out}}
의 출력 전압으로 변환 된다.

#### 신호 왜곡
실제 소자에서 특성 상, 전류 증폭도 완벽하게 일차함수의 관계를 갖는 것은 아니며 전류가 흐르기 시작할 때와 출력 전류가 만들어진 소자의 능력을 벗어나면 증폭비가 왜곡되는 현상을 나타난다. (그림 2)의 경우, 입력 {\displaystyle V_{in}}와 {\displaystyle I_{\text{B}}} 변환 과정에서도 왜곡이 생긴다. cut-off 전압에 가까울 수록 왜곡이 커진다.
{\displaystyle I_{b}={\frac {V_{in}}{R_{in}}}}
여기서 {\displaystyle R_{in}}은 베이스에서 본 입력 임피던스이다.
입력 전압 {\displaystyle V_{in}}이 작아 cut-off 전압 근처가 되면 {\displaystyle I_{\text{b}}}의 전압이 왜곡 되면서 전체 출력에 영향을 미친다. 반대로 출력 전류가 포화영역에 들어서기 시작 하면 마찬가지로 왜곡이 생긴다.
포화영역에서 BJT가 {\displaystyle I_{C}=\beta I_{B}}에 따라 전류 공급 능력이 있어도{\displaystyle R_{C}}에 의해 전류가 제한 되기 때문이다.

### 스위치 작용
스위치 작용은 주로 연결 또는 끊김을 의미한다. 즉, 전류가 흐르느냐 흐르지 않느냐를 말한다. 따라서 BJT의 경우는 동작모드 중에서 cut-off와 saturation 모드에서 동작 한다. 논리 상태가 0에서 1로 또는 1에서 0으로 변할 때 순간적으로 active모드가 나타날 수는 있지만 순간적으로 짧은 시간 동안이다. 0초 동안 순간적으로 상태가 변할 수 없기 때문이다. 이것은 이상적일 때나 가능한 일이지, 관성이 존재해 실제 현상에서는 불가능 하다.

#### 논리의 전자적 표현과 BJT의 스위치 동작 상태의 관계

(그림 3) TTL NAND의 "totem-pole" 출력, 7400 내의 로직 한개.

BJT의 동작 시, 스위치 입장에서는 다음과 같은 상황을 논리회로에서 이용한다:
- 스위치 켜짐 (ON) : 포화모드(saturation mode) 상태로 출력 전류는 외부회로에 의해 제한
- 스위치 꺼짐 (OFF) : 차단모드(cut-off mode) 상태로 출력 전류 거의 0

saturation 모드에서 전류가 제한 되는 이유는 그림1의 회로의 경우 저항 {\displaystyle R}에 의해 제한 된다. 그렇다고 BJT가 전류 증폭비가 작동하지 않는 것은 아니다. 전류를 충분히 공급될 수 있으나 {\displaystyle R}에 의해 제한 되므로 {\displaystyle \beta _{F}}가 필요 없게 된 것이다.
이 스위치 동작은 주로 디지털 회로에서 많이 활용된다. 수학적 논리는 참과 거짓으로 표현 되지만 전자공학에서는 이것이 참과 거짓을 표현할 때, 전압 기준으로 표현 한다.
예를 들어 TTL의 논리표현의 경우
- 참 (true) : 전압 {\displaystyle V_{CC}[V]}
- 거짓 (false) : 전압 {\displaystyle 0[V]}

논리 참과 거짓을 출력으로 나타낼 때, 스위치를 사용하여 표현한다. 실제로 칩으로 구현하면 전압이 정확하게 {\displaystyle V_{CC}[V]}가 되지 않는다. BJT V3의 포화상태에서 전압 강하 현상 때문에 다소 전압이 떨어진다. 여기에 (그림 3)의 R3와 V5에 의해서 전압강하가 추가 된다. 마찬가지로 {\displaystyle 0[V]}도 0보다 다소 큰 전압이 나온다. (그림 3)의 V4에 의해서 전압이 높아진다. 편의 상 이렇게 표현한 것이다.
논리 0과 1의 허용 전압 범위는 논리게이트 별로 차이가 난다. TTL, CMOS 등의 로직의 형태에 따라서 허용 범위가 정해져 있다.
논리1의 전압 구문 분석 실패 (SVG (브라우저 플러그인을 통해 MathML 활성화 가능): "http://localhost:6011/ko.wikipedia.org/v1/" 서버에서 잘못된 응답 ('Math extension cannot connect to Restbase.'):): {\displaystyle V_{CC}}
는 초기에 5V를 사용하였다. 그러나 전압이 높으면 동작 속도와 전력 면에서 불리하다. 그래서 지금은 3.3V을 많이 사용하고 이 전압보다 낮은 전압을 사용하기 한다. 그러나 이 전압은 무한정 낮게 설정할 수는 없다. 기본적으로 BJT나 FET의 포화영역의 전압이 존재하기 때문이다. 그래서 각 상태의 전압 범위를 설정한 이유이기도 하다.
TTL 토템폴 구조의 경우, {\displaystyle V_{CC}[V]}와 {\displaystyle 0[V]} 사이에 두개의 스위치 구조를 넣고
- 참을 표현할 때 : {\displaystyle V_{CC}}쪽의 스위치(그림3 V3)를 켜고, {\displaystyle 0[V]}쪽(그림3 V4)은 끄고,
- 거짓을 표현할 때 : {\displaystyle V_{CC}}쪽의 스위치(그림3 V3)를 끄고, 아래의 스위치(그림3 V4)를 켜면

출력 전압이 전압 {\displaystyle V_{CC}[V]} 또는 {\displaystyle 0[V]}가 되어 논리를 표현할 수가 있다.

#### BJT의 스위치 동작에서 전류
논리의 표현이 전압을 기준으로 정해지면서 전류는 출력 다음의 회로에 의해 결정 된다. 출력에 어떤 회로가 붙어 있느냐에 따라서 전류가 변화 된다. 출력에 다른 로직이 붙는 것이 통상적이지만 다양한 회로의 응용이 가능하다. 출력 전압은 정해진 대로 유지되면서 전류는 뒤에 붙어 있는 회로에 의해 결정 된다. 단지 논리에 따라 전압 만이 유지 될 뿐이다. 논리 0 출력에서 토템폴의 아래 스위치가 켜지면 다른 입력회로에 의해 오히려 전류가 출력 쪽으로 흘러 들어오는 것이 통상적인 현상이다. 전류 sink(회로 이론의 소스 참고)로 작동 되는 것이다. 스위치 트랜지스터가 전류를 흡수함으로써, 전압으로 0V로 유지 시키는 방법이다. 논리 1이라면 반대로 출력 전압이 Vcc로 유지하기 위해, 토템폴의 위 스위치가 켜지면서 전원으로부터 전류가 흘러 나오는 전류 source로 작동 한다. 다음 입력이 같은 구조의 로직 이라면 오히려 전류는 0이면서 전압은 Vcc로 유지된다. 이런 경우 오히려 논리1일 때 전류가 흐르지 않고 논리 0일 때 전류가 흐르는 것이 보통이다.

## 트랜지스터 회로

### 접합형 트랜지스터 바이어스 회로

#### Class A 증폭기의 바이어스 회로
Class A 증폭기를 이용하여 대표적으로 3 가지 종류가 있다.
1. 베이스 바이어스 (고정 바이어스)
2. 전압 분배 바이어스
3. 컬렉터 귀환 바이어스

##### 1. 베이스 바이어스(고정 바이어스)

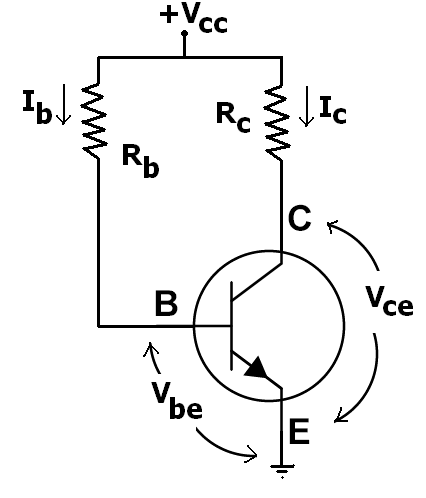
Fixed bias (Base bias)

이러한 바이어싱을 베이스 바이어스 혹은 고정 바이어스 라고 부른다. 오른쪽의 예시 그림을 보면, 단일의 전력원 (베터리)이 콜렉터와 베이스에 사용된다.
오른쪽 회로에서는
Vcc = IBRB + Vbe
그러므로,
Ib = (Vcc - Vbe)/RB
Vcc가 Rb의 값에 따라 고정되어 있으므로, 베이스 전류 Ib는 변하지 않는다.
그래서 이러한 바이어스 종류를 고정 바이어스라고 부른다.

또한 이 회로에서는
Vcc = ICRC + Vce
이므로,
Vce = Vcc - ICRC
이다.
공통 이미터 전류 이득은 회로를 구성할 때 중요한 요소중 하나이다. (각 트랜지스터의 데이터 시트에 나와있다.) 여기서는 β라고 나타냈다.
IC = βIB
이기 때문에 IC도 구할 수 있다. 같은 방법으로 작동 지점 (Vce,IC)도 설정 될 수 있다.
| 장점 - 베이스 저항 (RB)을 바꿈으로써 active region(작동 영역)안에서는 작동 지점을 얼마든지 바꿀 수 있다는 장점이 있다. - 소자 몇개로 구성할 수 있다. | 단점 - 콜렉터 전류는 온도나 전원의 공급 전압에 의해 바뀌므로 일정하지 않게 된다. 그러므로 작동 지점이 불안정하게 된다. - Vbe가 변하면 IB도 같이 변하게 된다 그러므로 IE도 다같이 변하게 된다. 이것이 결국 이득(gain)값을 변하게 한다. - 트랜지스터가 다른 것으로 바뀐다면 β값의 변화가 크다. 이 변화가 작동지점을 많이 바꾼다. |

용도
위에 나와있는 단점들 때문에, 고정 바이어스는 선형 회로에서 잘 사용되지 않는다.(트랜지스터를 전류원으로 쓰는 회로 등) 그 대신, 트랜지스터가 스위치로 사용되는 회로에 자주 사용된다.

##### 2.전압 분배 바이어스

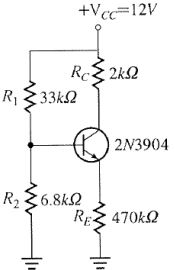
전압 분배 바이어스

전압 분배라는 것은 외부 저항 R1 과 R2를 사용하는 것이다. 저항 R2에 걸리는 전압은 이미터 접합에서 순방향 바이어스이다. 저항 R1 과 R2를 잘 선택함에 따라, 트랜지스터의 작동점을 β에 무관하게 만들 수 있다. 이 회로에서, 전압 분배기는 베이스 전압을 베이스 전류에 관계없이 고정시키는 역할을 한다. 하지만 베이스 전압이 고정되어 있어도 컬렉터 전류는 온도 등에 따라 바뀌게 된다. 그러므로 Q-point를 안정화 시키기 위해 이미터 저항을 추가한다.(옆의 회로 또한 마찬가지이다)
이 회로에서 베이스 전압은 다음과 같이 주어진다:
{\displaystyle V_{B}=\ } 구문 분석 실패 (SVG (브라우저 플러그인을 통해 MathML 활성화 가능): "http://localhost:6011/ko.wikipedia.org/v1/" 서버에서 잘못된 응답 ('Math extension cannot connect to Restbase.'):): {\displaystyle R_2 \ }
 사이의 전압 {\displaystyle =V_{cc}{\frac {R_{2}}{(R_{1}+R_{2})}}}

(구문 분석 실패 (SVG (브라우저 플러그인을 통해 MathML 활성화 가능): "http://localhost:6011/ko.wikipedia.org/v1/" 서버에서 잘못된 응답 ('Math extension cannot connect to Restbase.'):): {\displaystyle R_2<< R_E \ }
 이라 가정)
또한 {\displaystyle V_{B}=V_{be}+I_{E}R_{E}\ }이다.
(여기서 V_be는 다이오드 특성으로 일반적으로 2차 근사에서 0.7V로 여긴다.)
이 회로에 대하여
{\displaystyle I_{B}={\frac {{\frac {V_{CC}}{1+R_{1}/R_{2}}}-V_{be}}{(\beta +1)R_{E}}}.}
| 장점 - 다른 회로들과 다르게, DC 전압만이 필요하다. - 작동점이 β의 변화에 거의 무관하다. - 작동점이 온도의 변화에 거의 무관하다. | 단점 - 이 회로에서, IC를 β에 무관하게 유지시키기 위해서는 다음 조건을 충족시켜야 한다: |

R_2<< R_E
용도:
위에 나온 이 회로의 안정성과 장점 때문에 다양한 선형회로에 사용된다.(R_2가 R_E에 비해 매우 작은 것은 생산성에 큰 영향을 끼치지 않는다.)

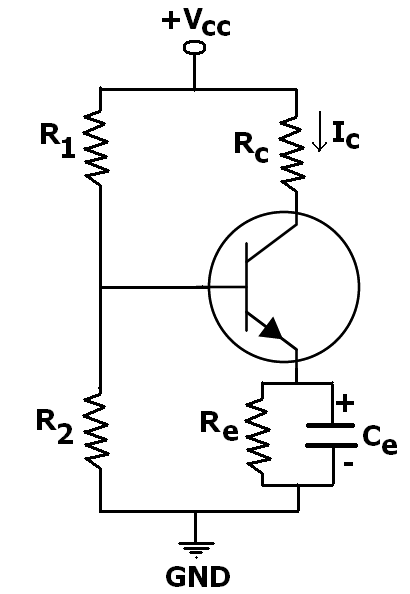
커패시터가 포함된 전압 분배 회로

###### 커패시터가 추가된 전압 분배 바이어스
위에서 언급된 일반적인 전압 분배 회로는 몇가지 단점을 가지고 있다. 가장 큰 문제로는 저항에 의해 생긴 AC 피드백인 이득(gain)값을 낮춘다는 것이다. 이걸 해결하기 위해 저항 RE과 병렬로 커패시터 (CE)를 연결하는 방법이 있다.

##### 3.컬렉터 귀환 바이어스

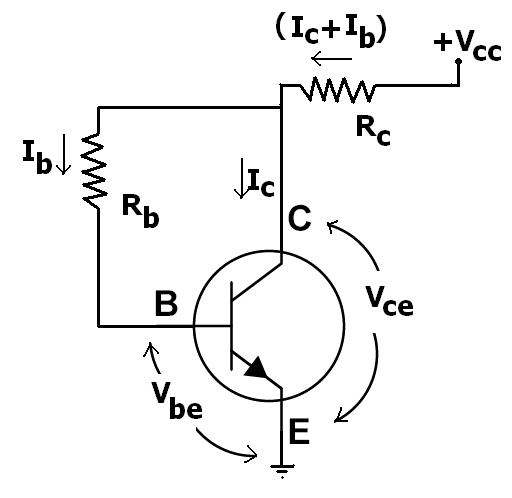
Collector-to-base bias

이 방법은 열 폭주(thermal runaway)를 막고 작동지점을 안정성을 높이기 위해 쓰는 방법이다. 이 바이어스 방법에는 베이스 저항 {\displaystyle R_{\text{B}}} 이 DC 전압원 {\displaystyle V_{\text{cc}}}에 연결되는 대신 컬렉터에 연결된다. 그러므로 열 폭주가 저항 {\displaystyle R_{\text{C}}} 사이의 전압을 강하시킨다.
키르히호프의 법칙에 의해, 베이스 저항 {\displaystyle R_{\text{b}}} 에 걸린 전압 {\displaystyle V_{{\text{R}}_{\text{b}}}} 은
{\displaystyle V_{{\text{R}}_{\text{b}}}=V_{\text{cc}}\,-\,{\mathord {\overbrace {(I_{\text{c}}+I_{\text{b}})R_{\text{c}}} ^{{\text{Voltage drop across }}R_{\text{c}}}}}\,-\,{\mathord {\overbrace {V_{\text{be}}} ^{\text{Voltage at base}}}}.} 가 된다.
Ebers-Moll 모델에 의하면, {\displaystyle I_{\text{c}}=\beta I_{\text{b}}}, 그러므로
{\displaystyle V_{{\text{R}}_{\text{b}}}=V_{\text{cc}}-(\overbrace {\beta I_{\text{b}}} ^{I_{\text{c}}}+I_{\text{b}})R_{\text{c}}-V_{\text{be}}=V_{\text{cc}}-I_{\text{b}}(\beta +1)R_{\text{c}}-V_{\text{be}}.}이다.
옴의 법칙에 의해, 베이스 전류 {\displaystyle I_{\text{b}}=V_{{\text{R}}_{\text{b}}}/R_{\text{b}}}, 그러므로
{\displaystyle \overbrace {I_{\text{b}}R_{\text{b}}} ^{V_{{\text{R}}_{\text{b}}}}=V_{\text{cc}}-I_{\text{b}}(\beta +1)R_{\text{c}}-V_{\text{be}}.}
그래서 베이스 전류 구문 분석 실패 (SVG (브라우저 플러그인을 통해 MathML 활성화 가능): "http://localhost:6011/ko.wikipedia.org/v1/" 서버에서 잘못된 응답 ('Math extension cannot connect to Restbase.'):): {\displaystyle I_{\text{b}}}
 는
{\displaystyle I_{\text{b}}={\frac {V_{\text{cc}}-V_{\text{be}}}{R_{\text{b}}+(\beta +1)R_{\text{c}}}}}
| 장점 - β와 온도변화에도 작동점이 안정적이다. (i.e. 트랜지스터의 교체 따위에도 안정적) | 단점 - 이 회로에서, {\displaystyle I_{\text{c}}}를 {\displaystyle \beta }에 대해 의존적이지 않게 유지시키려면, 다음 조건을 만족시켜야 한다: |

{\displaystyle I_{\text{c}}=\beta I_{\text{b}}={\frac {\beta (V_{\text{cc}}-V_{\text{be}})}{R_{\text{b}}+R_{\text{c}}+\beta R_{\text{c}}}}\approx {\frac {(V_{\text{cc}}-V_{\text{be}})}{R_{\text{c}}}}}
아래와 같은 경우에는
{\displaystyle \beta R_{\text{c}}\gg R_{\text{b}}.}이다.

## 트랜지스터의 종류
- 접합형 트랜지스터(BJT, bi-polar junction transistor)
- 전계효과 트랜지스터(FET, Field effect transistor)
- 절연 게이트 양극성 트랜지스터(IGBT, Insulated gate bipolar transistor)
- 유적 발굴기 MOS 구조의 보조 양극 동작 FET(GTBT, Grounded-Trench-MOS Assisted Bipolar-mode Field Effect Transistor)
- 단접합 트랜지스터(UJT, Uni-junction transistor)
- 프로그래밍가능 UJT(PUT, Programmable Uni-junction transistor)
- 포토 트랜지스터
- 정전 유도 트랜지스터(SIT, Static induction transistor)
- 달링턴 트랜지스터
- 전력 트랜지스터

## 같이 보기
- 반도체 소자
- 무어의 법칙
- 집적 회로 - 증폭 회로 - 논리 회로